# Медея (фильм, 2021)
«Медея» — российский художественный фильм 2021 года сценариста и режиссёра Александра Зельдовича. Картина вошла в основной конкурс Международного кинофестиваля в Локарно-2021, где получила приз молодёжного жюри с формулировкой: «За эффектную современную версию трагедии Еврипида, не искажающую её поэтики. За эстетическую скрупулёзность режиссуры, чистоту и отточенность изображения, суровую красоту пейзажей, которые соответствуют трагическому величию оригинального текста».

## Сюжет
Сюжет фильма представляет собой современную интерпретацию античной трагедии Еврипида. Героиня фильма убивает собственного брата, как и Медея в мифе.
Заплатив за счастье невозможную цену, женщина оказывается в западне — эта дорога ведет в один конец. Чувствуя себя преданной, она ищет мести.

## Производство
Основная часть съемок прошла в Израиле, несколько сцен было снято в Москве.
Музыка к фильму композитора Алексея Ретинского была записана оркестром MusicAeterna Теодора Курентзиса.
Костюмы для фильма были выполнены Модным домом Татьяны Парфёновой.

## В ролях
- Тинатин Далакишвили
- Евгений Цыганов
- Тимур Базинский
- Елизавета Серпова